# Ceroxys urticae
Ceroxys urticae (лат.) — вид двукрылых насекомых семейства лентокрылок.

## Внешнее строение
Блестяще-чёрные мухи длиной тела 6-8 мм. Преапикальная поперечная перевязь без разрывов, протягивается от жилки M3+4 до переднего края крыла. На третьем тергите брюшка имеются два беловато-серых пятна. У самцов на последнем тергите брюшка имеются желтоватые пятна. Личинки старшего возраста молочно-белой окраски длиной 11-13 мм.

## Образ жизни
Вид приурочен высокотравным луговым сообществам из тростника. Личинки развиваются в навозе и бытовых отбросах (помойных ямах и свалках). Мухи отмечаются на тех же субстратах, а также посещают растения. С популяциях преобладают самки. В год в условиях средней полосы завивается одно поколение. Зимовка происходит на стадии личинки старшего возраста.

## Генетика
В хромосомном наборе шесть пар хромосом. Соматические хромосомы метацентрические, половые — телоцентрические.

## Распространение
Вид широко распространён в Евразии от Европы до Дальнего Востока. Отмечен так же в Египте.